# Teatro Ramos Carrión
El teatro Ramos Carrión es un edificio con funciones de teatro que se encuentra ubicado en Zamora (España). El edificio de estilo modernista es obra del arquitecto Francisco Ferriol. Se comenzó en 1996 un concurso de ideas con el objeto de renovar el edificio completamente, con ello se pretendió crear un espacio cultural. Las obras que finalizan en 2011 mantienen el cuerpo de entrada. El edificio se construyó en honor al humorista zamorano Miguel Ramos Carrión que nació en una casa ubicada justo frente al teatro.

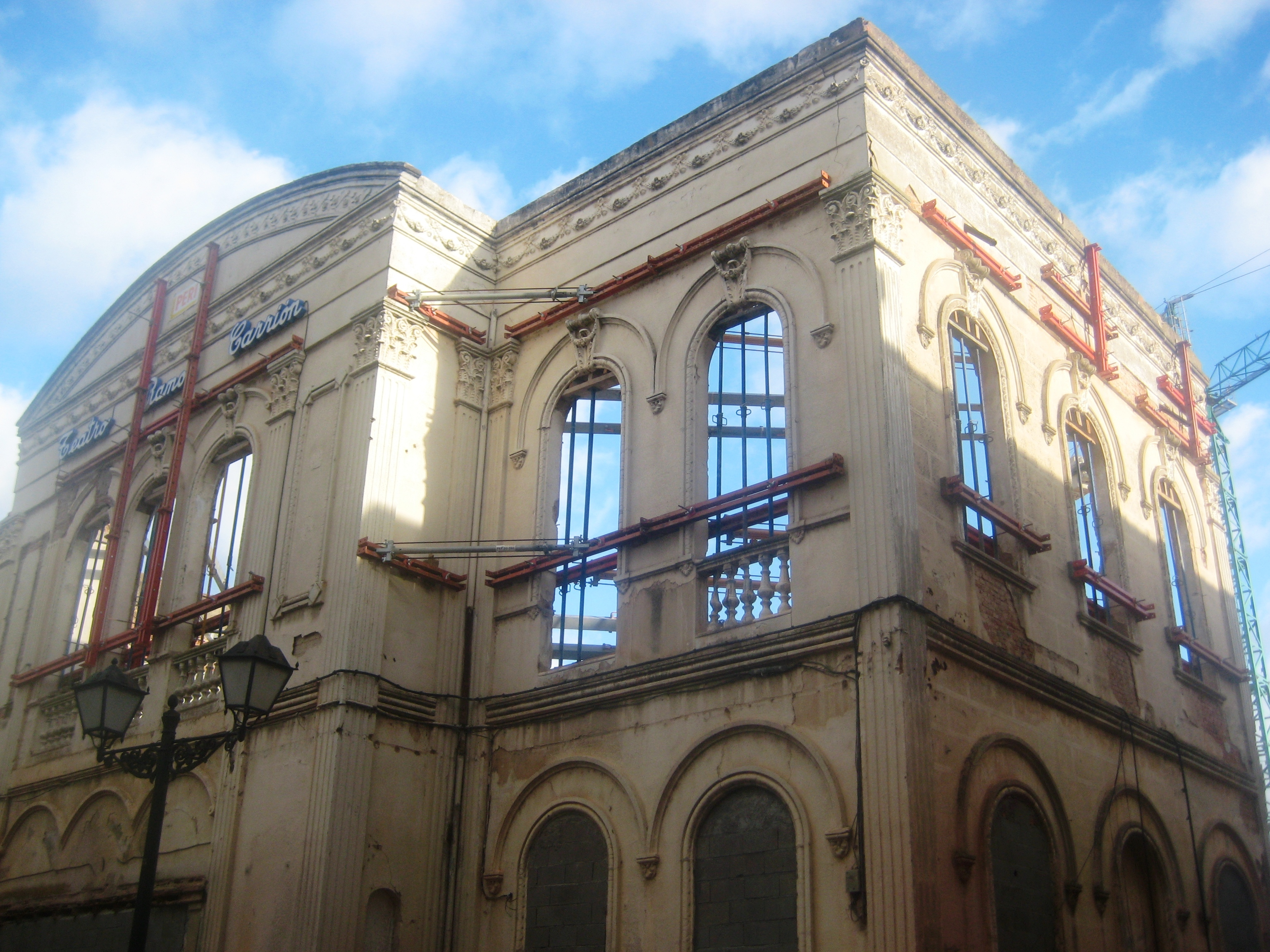
Teatro Ramos Carrión

## Historia
El edificio se construye en el solar que ocupaba el denominado patio del Hospicio, perteneciente al palacio de los Condes de Alba y Aliste (actual parador nacional de turismo de Zamora). Se inauguró en 1916 como teatro, siendo la primera obra que se representó La noche del sábado, de Jacinto Benavente. Sufrió un periodo de decadencia que acabó transformándolo en sala de cine durante finales del siglo XX y su posterior abandono. Durante más de una década, justo a comienzos del siglo XXI, permaneció abandonado. La Diputación de Zamora decidió renovarlo creando un nuevo espacio con un aforo de 600 localidades, reinaugurado en 2011. El nuevo edificio incluye una cafetería con un mirador con vistas al río Duero, y una pequeña sala de exposiciones.